# Diplosoma retroversum
Diplosoma es un género monotípica de plantas suculentas perteneciente a la familia Aizoaceae. Comprende 4 especies descritas y de estas, solo una aceptada. Su única especie, Diplosoma retroversum, es originaria de Sudáfrica.

## Descripción
Las plantas  son pequeñas y perennes que crecen escasamente ramificadas y compactas. Alcanzan un tamaño de  hasta 3 centímetros de diámetro y de hasta 5 centímetros de altura. Constan de un par de dos hojas pareadas. El primer par de hojas son semi-esféricas, fusionadas entre sí completamente, formando un cuerpo de 1-4 mm, que se dobla durante el período de inactividad como una cáscara rígida en forma de copa. El segundo par  se fusiona en la base o a un cuarto o la mitad de uno al otro, formando una forma de V, el cuerpo rojizo, en forma de lengüeta.
Las flores son individuales, por lo general  aparecen a partir del segundo par de hojas en la superficie y alcanzan un diámetro de hasta 30 milímetros. Tiene seis (raramente siete) sépalos disponibles. Los dos exteriores son opuestas, los restantes dispuestas en espiral. Los pétalos de color blanco en la base y morado en las puntas, rodean entre cuatro y cincuenta y seis estaminodios filamentosos  Los estaminodios exteriores son de color púrpura oscuro a negro,los interiores de color blanco.
En su tierra natal, el tiempo de floración es durante los meses de junio a septiembre. Las flores se abren a partir del mediodía y se cierran por la noche.
Los frutos  alcanzan diámetro de 4 a 13 mm. Las semillas en forma de pera son de color blanquecino o marrón, de 0,32 a 0,52 mm de largo y 0,21 a 0,38 mm de ancho.

## Distribución y hábitat
El género Diplosoma se encuentra en el África del Sur provincia del Cabo Occidental en los alrededores de las aldeas Clanwilliam , Vredendal y Vanrhynsdorp. Las plantas se cultivan exclusivamente en suelos altamente salinos que están cubiertos con una capa de grava de cuarzo. La precipitación anual es de 200 a 300 mm y cae sobre todo en invierno.

## Taxonomía
Diplosoma retroversum fue descrita por (Kensit) Schwantes y publicado en Zeitschrift für Sukkulentenkunde. Berlin 2: 179. 1926.
Etimología
Diplosoma: nombre genérico derivado de las palabras griegas: (diplos) = "doble" y οωμα (soma) = "cuerpo" y hace referencia a la división del cuerpo de la planta en dos.
Sinonimia
- Conophyllum nanum L.Bolus
- Mesembryanthemum retroversum Kensit
- Mitrophyllum nanum N.E.Br.